# André Lange
André Lange (Ilmenau, RDA, 28 de junio de 1973) es un deportista alemán que compitió en bobsleigh en las modalidades doble y cuádruple. Ha sido cuatro veces campeón olímpico, ocho veces campeón mundial y ocho veces campeón europeo.

## Trayectoria
Participó en tres Juegos Olímpicos de Invierno, obteniendo en total cinco medallas: oro en Salt Lake City 2002, en la prueba cuádruple (junto con Enrico Kühn, Kevin Kuske y Carsten Embach); dos oros en Turín 2006, en las pruebas doble (con Kevin Kuske) y cuádruple (con René Hoppe, Kevin Kuske y Martin Putze), y oro y plata en Vancouver 2010, en las pruebas doble (con Kevin Kuske) y cuádruple (con Alexander Rödiger, Kevin Kuske y Martin Putze).
Ganó catorce medallas en el Campeonato Mundial de Bobsleigh entre los años 2000 y 2009, y diecinueve medallas en el Campeonato Europeo de Bobsleigh entre los años 2000 y 2010.
Fue el abanderado de Alemania en la ceremonia de apertura de los Juegos de Vancouver 2010. Ese mismo año fue nombrado «Campeón del año» por la Fundación Alemana de Ayuda al Deporte (Stiftung Deutsche Sporthilfe).
Se retiró de la competición tras los Juegos de 2010. Posteriormente, trabajó como entrenador del equipo olímpico de luge de Corea del Sur para los Juegos de Pyeongchang 2018 y del equipo de bobsleigh de China para los Juegos de Pekín 2022.

## Palmarés internacional
| Juegos Olímpicos   | Juegos Olímpicos                | Juegos Olímpicos  | Juegos Olímpicos |
| Año                | Lugar                           | Medalla           | Prueba           |
| ------------------ | ------------------------------- | ----------------- | ---------------- |
| 2002               | Salt Lake City (Estados Unidos) | Medalla de oro    | Cuádruple        |
| 2006               | Turín (Italia)                  | Medalla de oro    | Doble            |
| 2006               | Turín (Italia)                  | Medalla de oro    | Cuádruple        |
| 2010               | Vancouver (Canadá)              | Medalla de oro    | Doble            |
| 2010               | Vancouver (Canadá)              | Medalla de plata  | Cuádruple        |
| Campeonato Mundial |                                 |                   |                  |
| Año                | Lugar                           | Medalla           | Prueba           |
| 2000               | Altenberg (Alemania)            | Medalla de oro    | Cuádruple        |
| 2000               | Altenberg (Alemania)            | Medalla de plata  | Doble            |
| 2001               | Sankt Moritz (Suiza)            | Medalla de plata  | Cuádruple        |
| 2003               | Lake Placid (Estados Unidos)    | Medalla de oro    | Doble            |
| 2003               | Lake Placid (Estados Unidos)    | Medalla de oro    | Cuádruple        |
| 2004               | Königssee (Alemania)            | Medalla de oro    | Cuádruple        |
| 2004               | Königssee (Alemania)            | Medalla de bronce | Doble            |
| 2005               | Calgary (Canadá)                | Medalla de oro    | Cuádruple        |
| 2005               | Calgary (Canadá)                | Medalla de plata  | Doble            |
| 2007               | Sankt Moritz (Suiza)            | Medalla de oro    | Doble            |
| 2007               | Sankt Moritz (Suiza)            | Medalla de bronce | Cuádruple        |
| 2008               | Altenberg (Alemania)            | Medalla de oro    | Doble            |
| 2008               | Altenberg (Alemania)            | Medalla de oro    | Cuádruple        |
| 2009               | Lake Placid (Estados Unidos)    | Medalla de plata  | Cuádruple        |
| Campeonato Europeo |                                 |                   |                  |
| Año                | Lugar                           | Medalla           | Prueba           |
| 2000               | Cortina d'Ampezzo (Italia)      | Medalla de oro    | Doble            |
| 2001               | Königssee (Alemania)            | Medalla de bronce | Cuádruple        |
| 2002               | Cortina d'Ampezzo (Italia)      | Medalla de oro    | Cuádruple        |
| 2002               | Cortina d'Ampezzo (Italia)      | Medalla de plata  | Doble            |
| 2003               | Winterberg (Alemania)           | Medalla de plata  | Doble            |
| 2003               | Winterberg (Alemania)           | Medalla de plata  | Cuádruple        |
| 2004               | Sankt Moritz (Suiza)            | Medalla de oro    | Cuádruple        |
| 2004               | Sankt Moritz (Suiza)            | Medalla de bronce | Doble            |
| 2005               | Altenberg (Alemania)            | Medalla de oro    | Doble            |
| 2005               | Altenberg (Alemania)            | Medalla de plata  | Cuádruple        |
| 2006               | Sankt Moritz (Suiza)            | Medalla de oro    | Doble            |
| 2006               | Sankt Moritz (Suiza)            | Medalla de plata  | Cuádruple        |
| 2007               | Cortina d'Ampezzo (Italia)      | Medalla de oro    | Cuádruple        |
| 2007               | Cortina d'Ampezzo (Italia)      | Medalla de bronce | Doble            |
| 2008               | Cesana (Italia)                 | Medalla de plata  | Doble            |
| 2008               | Cesana (Italia)                 | Medalla de bronce | Cuádruple        |
| 2009               | Sankt Moritz (Suiza)            | Medalla de oro    | Doble            |
| 2010               | Igls (Austria)                  | Medalla de oro    | Cuádruple        |
| 2010               | Igls (Austria)                  | Medalla de plata  | Doble            |